# Godveerdegem
Godveerdegem est une section de la ville belge de Zottegem sur le Molenbeek-Ter Erpenbeek dans le Denderstreek située en Région flamande dans la province de Flandre-Orientale. C'était une commune à part entière avant la fusion des communes de 1971.

## Démographie

### Évolution démographique
- Sources : INS, Rem. : 1831 jusqu'en 1961 = recensements[2].

## Curiosité
- Église Saint-Paul.